# Arthur Lemisch
Arthur Lemisch, avstrijski politik, * 6. februar 1865, Šentvid ob Glini, † 29. oktober 1953, Šentvid ob Glini.
Arthur Lemisch je bil koroški in avstrijski politik. Kot deželni namestnik (nemško Landesverweser) je od leta 1918 do 1921, torej v obdobju bojev za slovensko severno mejo in koroškega plebiscita, vodil provizorično deželno vlado Koroške. Med letoma 1927 in 1931 je bil koroški deželni glavar. Lemisch, čeprav tudi slovenskih in severnoitalijanskih korenin, je znan kot eden najvidnejših političnih zastopnikov nemško-nacionalne ideje na Koroškem v 1. polovici 20. stoletja. S svojim delovanjem za časa koroškega plebiscita in po njem je utemeljil mnoge daljnosežne raznarodovalne politike, ki naj bi v čimkrajšem času pripeljale do enojezične, nemške Koroške.

## Življenje
Lemisch je bil že v mladosti član raznih nemških fantovskih združenj (nemško Burschenschaften) v Celovcu, Innsbrucku in Gradcu, kjer se je navzel takrat popularnih pangermanskih idej.  Njegova mati, Fanni Lemisch, je bila bogata posestnica, ki je dala leta 1888 v Celovcu in v Porečah ob Vrbskem jezeru zgraditi dve znameniti in danes spomeniško zaščiteni vili , vilo Seewarte in vilo  Seeblick.
Kot potomec ene najstarejših koroških železarniških družin (Rauscher von Stainberg), posestnik in jurist, je bil od leta 1896 dalje poslanec nemško-nacionalne stranke v Koroškem deželnem zboru, od leta 1897 do 1906 pa tudi poslanec v avstrijskem parlamentu. V tem času je bil član Nemške ljudske stranke (Deutsche Volkspartei). V dunajskem parlamentu se je Lemisch zavzemal za rešitev koroške železarske industrije, vendar brez uspeha.
Leta 1906 se je Lemisch vrnil na Koroško in se povsem posvetil organiziranju koroških kmetov v nemško-liberalno zvezo. Le-ta je na deželnih volitvah leta 1907 prejela kar 50% glasov.
Po 1. svetovni vojni sta se na Koroškem pojavili dve politični viziji. Koroški Slovenci, živeči na jugu dežele in večinoma volivci konservativne Slovenske ljudske stranke, so takrat predstavljali vsaj četrtino prebivalstva celotne dežele in zahtevali združitev z matičnim slovenskim narodom onstran Karavank. Na drugi strani je koroška deželna vlada, ki so jo sestavljali izključno nemško govoreči Korošci, 11. novembra leta 1918 oznanila vstop dežele Koroške v njenih zgodovinskih mejah v novoustanovljeno republiko Nemško Avstrijo (Deutschösterreich). Arthur Lemisch je bil izvoljen za "deželnega namestnika" v tej provizorični nemško-koroški deželni vladi, prvi po padcu Avstro-Ogrske monarhije.  V tej funkciji je ostal vse do  22. julija 1921. V tem obdobju je bil Lemisch na čelu vseh nemško-nacionalnih naporov za preprečitev odcepitve Južne Koroške in njene priključitve takratni Jugoslaviji. Provizorično nemško-koroško vlado, v kateri Slovenci niso bili zastopani, je vodil skozi obdobje oboroženih spopadov na Južnem Koroškem, kakor tudi v pred-plebiscitnem obdobju.
Od 15. junija 1927 do 21. januarja 1931 je bil Lemisch – kot neodvisni kandidat - še enkrat na čelu koroške politike, tokrat kot deželni glavar. Slovel je kot goreč zagovornik nemško-nacionalne ideje, ki je dojemala Nemce in nemštvo kot superiorne ostalim narodom in kulturam. Kljub tovrstnim nazorom Lemisch naj ne bi odkrito simpatiziral z nacizmom, ki je ravno v tistem obdobju 20. stoletja doživljal silovit vzpon tako v Nemčiji kot Avstriji. Lemischa, ki je imel poleg nemških tudi slovenske in italijanske korenine  , nemški avtorji največkrat opisujejo kot "nemško-romantičnega Korošca", torej romantičnega nemškega nacionalista, ki z nacizmom naj ne bi imel veliko skupnega. Kolikor je soditi po njegovih znanih prednikih, je bil Lemisch tipičen produkt nemško-koroškega meščanstva, katerega zgodovinski razvoj je bil močno obremenjen s protestantizmom in protireformacijo na Koroškem , in je bilo kot tako izrazito protikatoliško, posledično pa tudi protislovensko usmerjeno.

## Dediščina
V mnogih koroških mestih, predvsem v južnem delu dežele, so po Lemischu še danes poimenovane ulice in trgi. Večinsko, nemško-nacionalno obarvano zgodovinopisje na Koroškem ga predstavlja kot politika, ki je v prelomnih trenutkih popeljal deželo do zmage in edinosti na koroškem plebiscitu. Hkrati pa se prevečkrat povsem spregleda njegovo ključno vlogo pri snovanju in izvajanju agresivnih asimilacijskih politik, uperjenih proti koroškim Slovencem.  O tistih koroških Slovencih, ki so na plebiscitu leta 1920 glasovali proti obstanku Južne Koroške v avstrijskih mejah, je Lemisch 20. oktobra 1920 recimo zapisal takole (  glasilo Kärntner Landsmannschaft, Nr. 80) : „Le eno samo generacijo imamo časa, da te zavedence ponovno pripeljemo nazaj v "koroštvo". Z nemško kulturo in koroško prijaznostjo želimo opraviti to delo v času ene generacije.“ In dalje: „Toda preden začnemo z delom ljubezni, dokončajmo najprej delo povračila. Hočemo se znebiti vseh tistih, ki so škodovali svetemu miru naše domovine.“  Tovrstnim pozivom, izrečenim s strani najvišjih koroških deželnih politikov, so še v istem letu sledile prve deportacije slovenskih kulturnih delavcev, intelektualcev in duhovnikov.